# Gustav Brandt (Karikaturist)

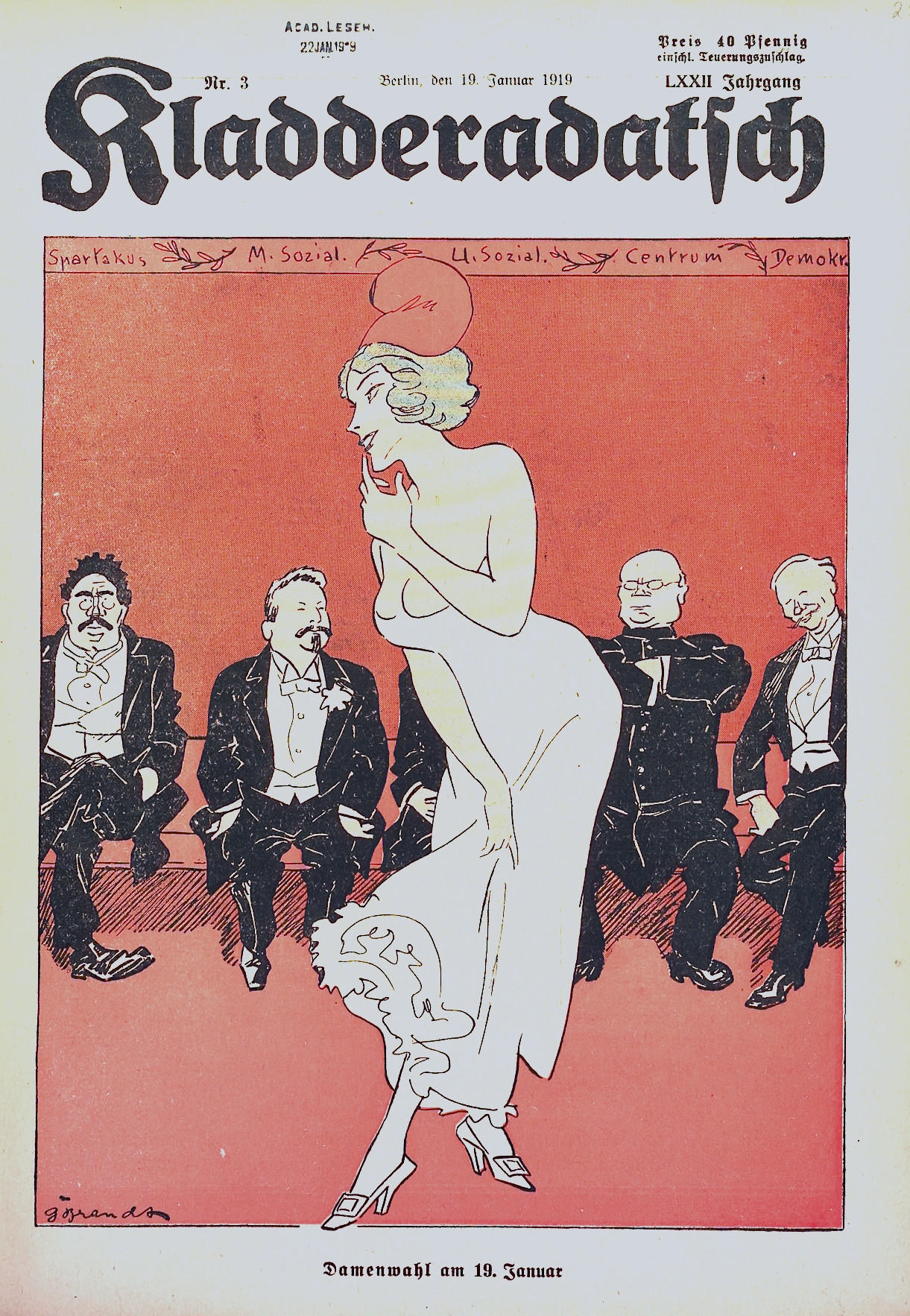
„Damenwahl am 19. Januar“
Am 19. Januar 1919 konnten Frauen in Deutschland erstmals auf nationaler Ebene ihr Wahlrecht nutzen.

Gustav Brandt (* 2. Juni 1861 in Hamburg; † 25. Februar 1919 in Berlin) war ein deutscher Illustrator und einer der prominentesten Zeichner der Satirezeitschrift Kladderadatsch.

## Leben
Gustav Brandt studierte von 1880 bis 1883/1884 Malerei an der Kunstakademie Düsseldorf. Dort waren Heinrich Lauenstein, Andreas Müller, Hugo Crola und Peter Janssen der Ältere seine Lehrer. Ab 1884 arbeitete er für den Kladderadatsch. Neben Wilhelm Scholz gehörte er zu den prominentesten Zeichnern der Zeitschrift. Mit der Ablösung des Herausgebers Johannes Trojan durch Paul Warncke wurde Brandt 1909 zusammen mit dem deutsch-amerikanischen Künstler Arthur Johnson einer der führenden Karikaturisten des Blattes.